# Bräddavlopp

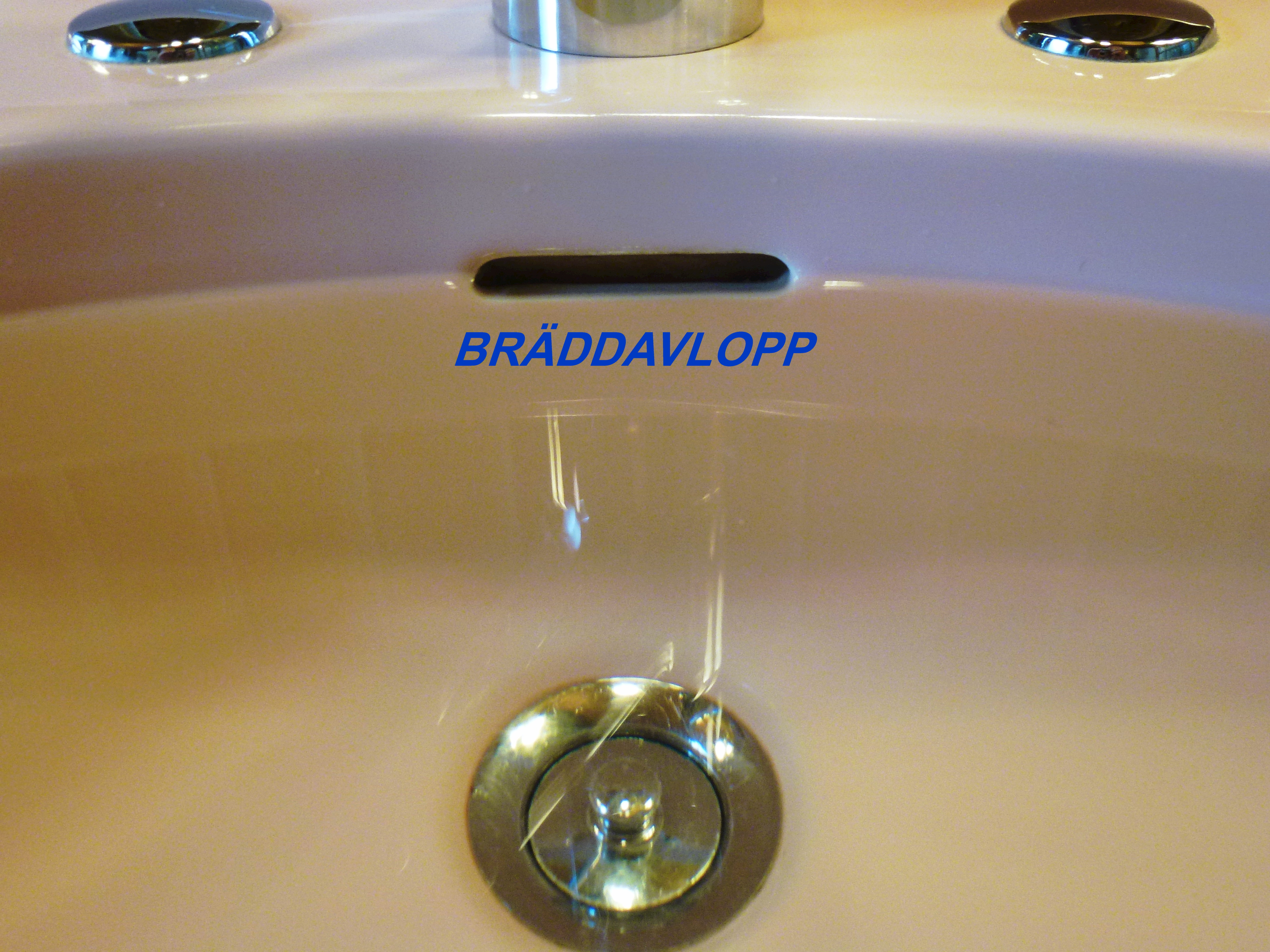
Bräddavlopp i ett tvättställ.

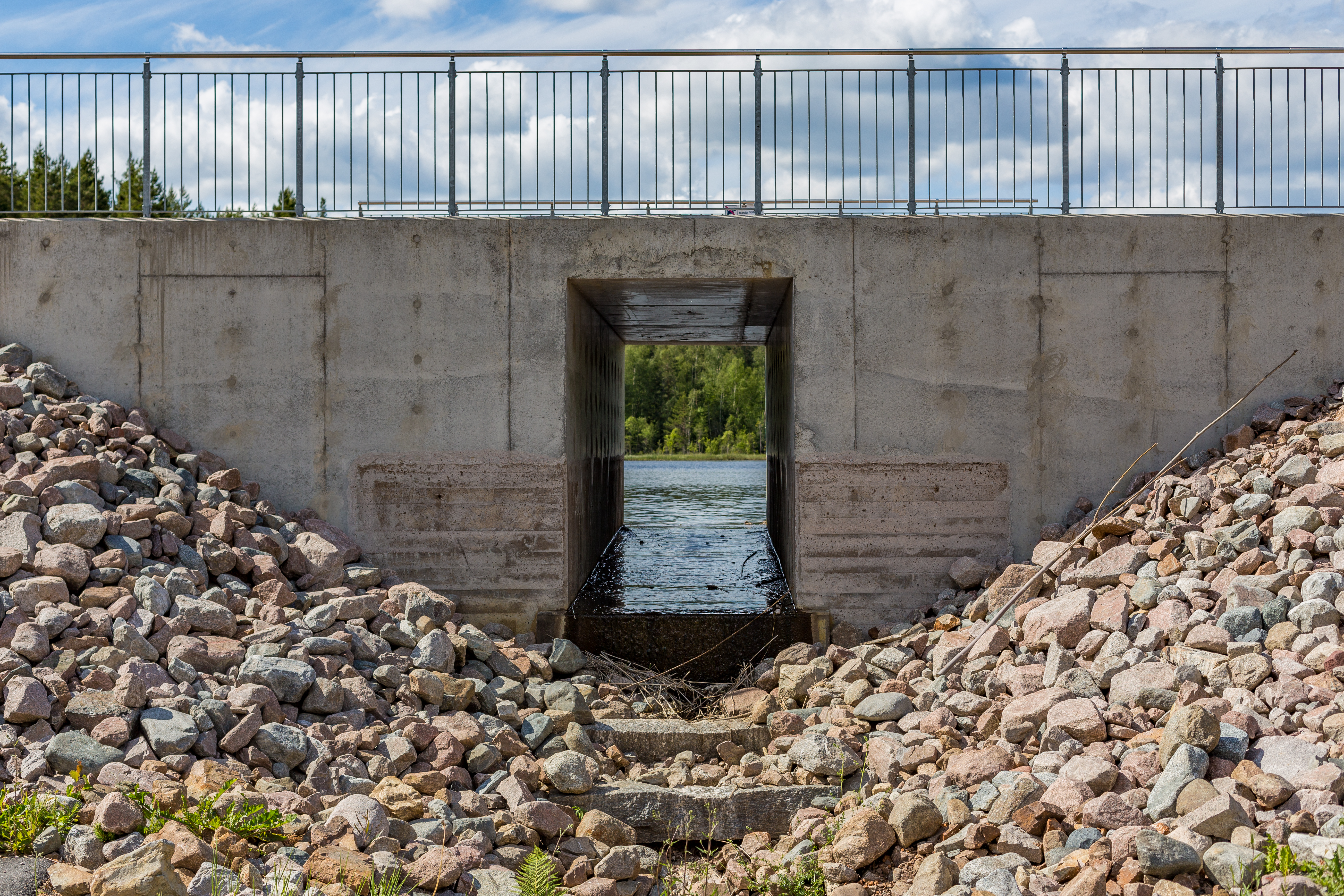
Bräddavlopp på Kuppdammen i Garpenberg.

Ett bräddavlopp är en anordning som används för att leda bort överflödigt eller överrinnande vatten.

## Funktion
Ett bräddavlopp kommer till användning i exempelvis vattenmagasin (vattentorn), bassänger, dammbyggnader och avloppsledningar. Ett bräddavlopp träder i funktion när det ordinarie avloppet är stängt, tilltäppt eller inte förmå att svälja tillräckligt mycket vatten. Bräddavloppet kan inte stängas av och är en säkerhetsfunktion som skall förhindra vattenskador på byggnad och/eller mark.

## Tillämpning
- Ett vanligt exempel för bräddavlopp är en extra avloppsöppning på tvättställ som förhindrar att tvättstället svämmar över när bottenventilen är stängd.
- Bräddavlopp på ett plant yttertak ser till att leda bort regnvatten om en eller flera takbrunnar skulle vara igentäppta. I regel är det en öppning i takkrönet.
- På en simbassäng har bräddavloppet uppgiften att öka strömningshastigheten på ytvattnet och att skräp på poolens vattenyta sugs in i bräddavloppet.[2]
- På en dammbyggnad  har bräddavloppet (här även kallat skibord eller flödbord) uppgiften att dämningsgränsen (dammets högsta tillåtna vattenstånd) inte överskrids.[3]

## Övrigt
- Bräddning innebär att mer eller mindre utspätt avloppsvatten från ett överbelastat ledningsnät avleds direkt och utan rening till ett vattendrag, hav eller en sjö, ofta i samband med kraftiga skyfall.[4]